# Dietrich Mateschitz
Dietrich Mateschitz (Sankt Marein im Mürztal, 1944. május 20. – 2022. október 22.)  osztrák üzletember, aki megalapította a Red Bull energiaitalcéget, aminek a 49 százaléka a birtokában volt. Mateschitz vagyona 2021. októberében nettó 25,4 milliárd amerikai dollár volt.

## Életrajz
Mateschitz Sankt Marein im Mürztalban, Stájerországban, Ausztriában született. A család horvát származású (Matešić). Szülei általános iskolai tanárok voltak. Még nagyon fiatal volt, amikor szülei elváltak. Bár soha nem házasodott meg, van egy fia. Van pilóta szakszolgálati engedélye, és élvezi a repülést a Falcon 900-ban és Piper Super Cub-ban. Tíz évvel azután, hogy beiratkozott a Hochschule für Welthandelbe (ma Bécsi Közgazdaságtudományi Egyetem), marketing diplomát kapott. 
Első munkahelye a Unilever lett, ahol tisztítószerek marketingjével foglalkozott. Ezt követően a Blendax nevű német kozmetikai céghez került, mert előző munkahelyét megvette a Procter & Gamble. Itt többek között a Blendax fogkrém marketingjén dolgozott. Blendax-szal kapcsolatos utazásai során fedezte fel Krating Daeng-et, amelyből később a Red Bullt lett. 1984-ben megalapította a Red Bull GmbH-t, melynek termékét thai partnerekkel (Chaleoval és Chalerm Yoovidhyaval) Ausztriában dobta piacra 1987-ben.
Mateschitz hosszan tartó, súlyos betegséget követően, 2022. október 22-én hunyt el 78 éves korában.

## Sport
Cégei híresek reklámjaikról, valamint a különféle extrém sportokban való részvételről, illetve azok támogatásáról. Nagy népszerűségnek örvend a 2003 óta megrendezett Red Bull Air Race. 2004 novemberében Mateschitz megvette a Jaguar csapatot korábbi tulajdonosától, a Fordtól, melyet később átnevezték Red Bull Racingre. 2005 szeptemberében Mateschitz barátja, Helmut Marko, valamint a korábbi F1-es pilóta, Gerhard Berger segítségével megvásárolta az olasz Minardi istállót. A csapat új neve a Scuderia Toro Rosso lett, a Toro Rosso a Red Bull jelentése olaszul (a Red Bull pedig magyarul "vörös bika"). 2010-ben a Red Bull Racing nyerte a Formula–1 konstruktőri bajnokságát és az egyéni bajnok Sebastian Vettel lett. 2011-ben a csapat megnyerte a második, 2012-ben a harmadik, majd 2013-ban a negyedik egymást követő konstruktőri bajnokságot, Vettel pedig 2010 és 2013 között négyszeres világbajnok lett.
Van egy NASCAR csapata is, a Team Red Bull, amelyben két Toyota Camryst vezet Brian Vickers és Kasey Kahne NASCAR Cup Series-ban. Cole Whitt a Toyota Camry-val majdnem NASCAR K & N Pro Keleti Csoportban bajnok lett.
2004 végén megvette a korábbi Formula A1-Ring pályát, melyet átnevezett Red Bull Ringnek. 2011 májusában nyílt meg, és a 2011 DTM szezonban egy fordulót tartottak rajta. Bár Mateschitz kijelentette: nem tervezte, hogy visszatérjen a Formula–1 versenynaptárába, 2012 decemberében a Red Bull értesítette a FIA-t, hogy kész egy Grand Prix futam házigazdája lenni. 2013 júliusában a Red Bull bejelentette, hogy az osztrák nagydíj a Formula–1 egyik futama lesz 2014-ben. Mateschitz egy autóipari tesztelési helyszín létrehozását tervezte a versenypályán. Már rég kidolgozta a terveket, de a terület lakói ellenzik a beruházást.
Tervezték egy Avionautik Akademie létrehozását Zeitweg-ben, az osztrák hadsereggel közösen. Van egy hangára, ahol régi repülőgép-gyűjteményét tartja. Gyűjteményében van a legutolsóként gyártott Douglas DC-6B, amely egykor Tito marsall gépe volt. Szponzorálja a World Stunt Awards-ot is, egy évente tartott adománygyűjtő eseményt a Taurus Alapítvány javára, mely a sérült kaszkadőröket támogatja.
2005 áprilisában megvette az osztrák SV Austria Salzburg labdarúgó klubot és 2006 májusában az MetroStars amerikai klubot. A két klubot később átnevezték FC Red Bull Salzburgra és a New York Red Bullsra. 2007-ben a Red Bull megalapította a Red Bull Brasil futballcsapatot, melynek székhelye a brazíliai Campinas. 2009-ben megvette a német ötödosztályban szereplő SSV Märkänstadt csapatát, azzal a céllal, hogy 10 éven belül Bundesliga csapatot hozzon létre. A klubot átnevezték RB Leipzigre. Mivel 2012 óta tulajdonosa a német jégkorong klub EHC Münchennek is, amelynek szint megváltoztatta a nevét Red Bull Münchenre.
Bár a Seitenblicke, az osztrák életmód és sztármagazin is az övé, kerüli a hírességeket, és a Formula–1 versenyeket is tévén követi, jóllehet két csapata is van.